# Ophryops pseudofuscicollis
Ophryops pseudofuscicollis is een keversoort uit de familie van de boktorren (Cerambycidae). De wetenschappelijke naam van de soort werd voor het eerst geldig gepubliceerd in 2005 door Lu & Wang.